# Mahmoud Za'tara
Mahmoud Salim Za'tara (8 de janeiro de 1991) é um futebolista profissional jordaniano que atua como atacante.

## Carreira
Mahmoud Za'tara representou a Seleção Jordaniana de Futebol na Copa da Ásia de 2015.